# Tereos
Tereos est un groupe coopératif sucrier français de dimension internationale, né en 2002 du rachat de Béghin Say par les Sucreries et Distilleries des Hauts de France (SDHF) et l’Union des sucreries et distilleries agricoles fortement endettée (Union SDA) avec le soutien de l'Union BS.
Les activités du groupe se concentrent sur la transformation de trois principaux produits agricoles : la canne à sucre, la betterave sucrière, et les céréales. Le groupe transforme également de la pomme de terre féculière et du manioc en produits amylacés ainsi que la luzerne.
Tereos rassemble 12 000 coopérateurs agriculteurs betteraviers en France et 19 800 salariés répartis au sein de 44 sites de production en Europe, Amérique latine, Afrique, Océan Indien et Indonésie. C'est le 4e sucrier mondial, 1er groupe sucrier français et 3e groupe sucrier brésilien.

## Historique

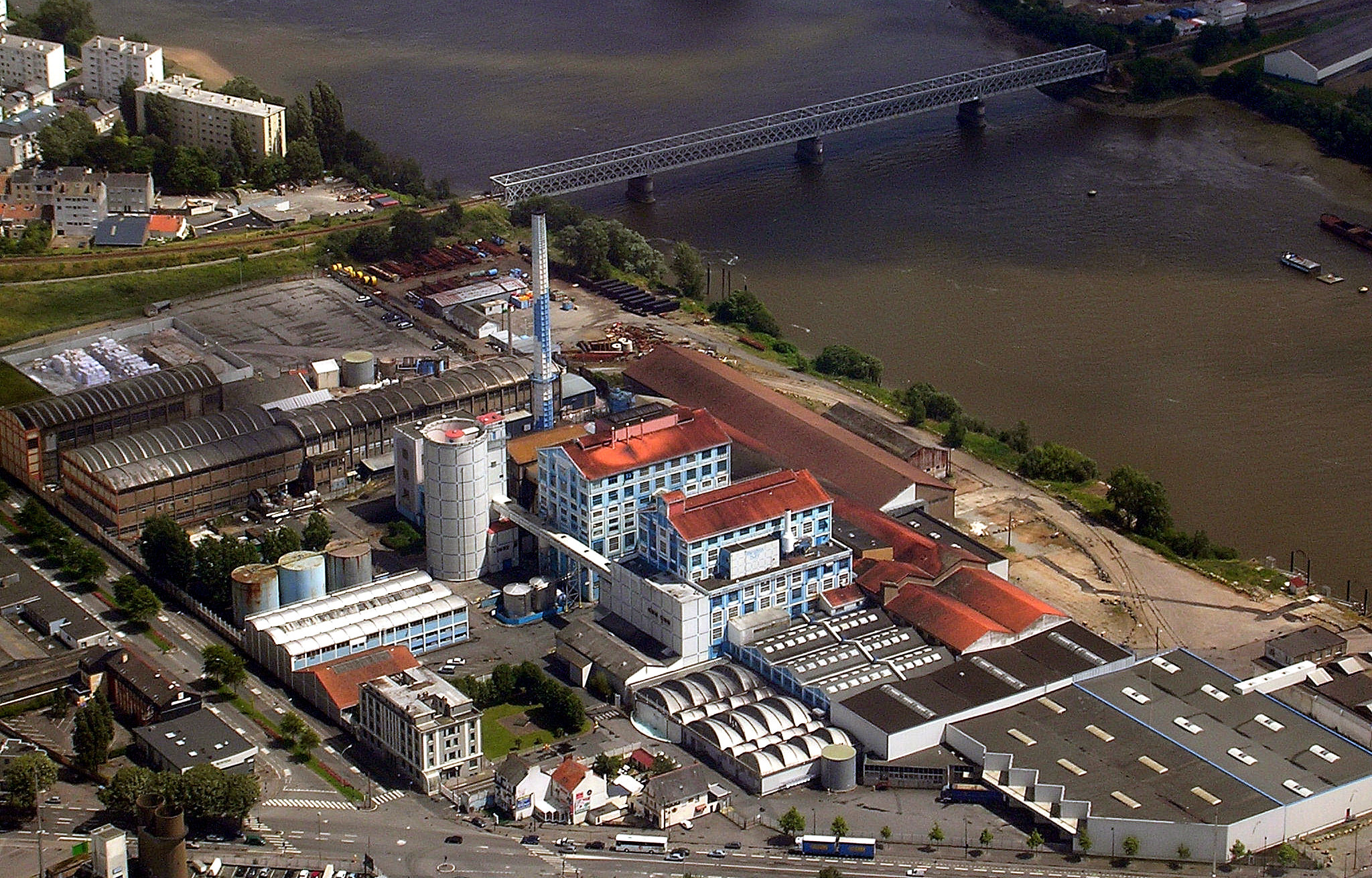
Raffinerie Tereos (ex-Béghin-Say) à Nantes.

L'histoire de Tereos est très liée à l'histoire de la culture de la betterave en France et en Europe. Le groupe est constitué de deux origines différentes, d'une part des planteurs de betteraves organisés en coopératives, avec la coopérative d'Origny-Sainte-Benoîte qui rachètera d'autres coopératives pour donner naissance à l'Union des sucreries et distilleries agricoles, d'autre part des industriels: ce sont au début du XIXe siècle  les sucreries Say (1812-1831) et Béghin (1826), parmi les pionnières du sucre de betterave en France, qui fusionneront en 1972 pour donner naissance à Béghin Say. En 2002, la fusion avec Béghin Say font du nouveau groupe le N°1 français du sucre et au 2e sucrier européen.

### L'origine coopérative
Article détaillé : Union des sucreries et distilleries agricoles.
En 1928, la distillerie coopérative d'Artenay et de la distillerie coopérative de Provins sont créées. En 1929, la distillerie coopérative de Vic-sur-Aisne est créée.
En 1932, la distillerie coopérative d’Origny-Sainte-Benoite est créée, la majorité des coopératives agricoles betteravières s’oriente à l’époque vers la production d’alcool, déjà utilisé comme carburant. Ces coopératives sont fondées par les planteurs de betteraves eux-mêmes.
En 1951, la sucrerie d'Origny et de la sucrerie de Vic-sur-Aisne sont construites.
En 1990, les coopératives d'Origny-Sainte-Benoite et de Vic-sur-Aisne fusionnent pour créer les Sucreries et distilleries de l'Aisne (SDA).
En 1991, SDA acquiert la sucrerie de Berneuil-sur-Aisne. En 1992, SDA s'implante en République tchèque par l'acquisition de la société TTD (Thurn Taxis Dobrovice), c'est la première expérience internationale du groupe.
En 1993, SDA acquiert la sucrerie de Maizy. Le premier investissement est réalisé dans la transformation des céréales avec la création d’une unité d’éthanol de blé à Origny au sein de Bio-Ethanol Nord Picardie (BENP).
En 1994, les Sucreries et Distilleries de l'Aisne et la Distillerie coopérative de la Brie fusionnent.

### L'histoire de Beghin Say: Say, Béghin, Béghin Say, Eridania Béghin-Say, Union BS
Béghin Say est issue de la fusion en 1972 des sociétés sucrières Say et Béghin puis de la fusion en 1992 de Béghin Say et Eridania.
En 1812, la sucrerie de canne Say est créée à Nantes par Louis Say, frère de l'économiste Jean-Baptiste Say.
En 1826, la sucrerie Cogez Béghin est créée par Joseph Cogez aidé de son ami et futur beau-frère Antoine Ferdinand Béghin,,,.
En 1831, la raffinerie de sucre de betterave Say, appelée « raffinerie de la Jamaïque », ouvre dans le 13e arrondissement de Paris.
Antoine Ferdinand Béghin meurt en 1867 et son fils Ferdinand Béghin lui succède auprès de Joseph Cogez.
En 1872, la sucrerie centrale de Cambrai est créée par Jules Linard qui met au point un système d’approvisionnement reliant 17 râperies installées dans un rayon de 25 km autour de l’usine implantée à Escaudœuvres (Nord).
En 1873, un site monumental de dimension mondiale et prévu pour traiter 1600 tonnes/jour de betteraves est implanté à Pont d'Ardres et est développé et exploité par l'ingénieur belge François Delori sous l'appellation industrielle Sucrerie d'Ardres, Delori & Cie.
En 1898, la participation de la société Say au capital de 3 300 000 Frs de la Sucrerie d'Ardres devient majoritaire et Say l'intègre à la Société des Raffineries et Sucreries Say.
En 1898, la société Ferdinand Béghin, nommée en hommage à leur père décédé, est créée par ses deux fils, Joseph (1871-1938) et Henri (1873-1944).
En 1899, la société Eridania est créée à Gênes.
En 1905, la crise du Corner sur le sucre égyptien impose une réforme de la profession et limite temporairement la société Say dans ses droits de gestion, notamment de son site dit de la Jamaïque dans le 13e arrondissement de Paris, affaiblissant la compagnie au profit de ses concurrents de l'époque, dont Béghin, alors en plein développement.
En 1922, reprise de l'entreprise Say par le belge Henri Naus.
Dans le courant de l'année 1939, à la suite du décès en janvier de son directeur François Morel, Béghin acquiert la Sucrerie Générale d'Arras fondée en 1922 à l'initiative d'un jeune négociant en vins et spiritueux du Pas-de-Calais, Edmond Dubois,. 
En 1951, la distillerie de Morains est créée.
En 1963, Say acquiert la sucrerie de Chevrières dans l'Oise.
En 1967, la société Béghin, présidée par le fils d'Henri Béghin, Ferdinand, prend le contrôle de la société Say.
En 1972, Béghin prend le contrôle de la sucrerie d'Escaudœuvres. Béghin fusionne avec Say pour constituer Béghin Say.
En 1975, la sucrerie de Connantre est construite.
En 1986, la distillerie de Morains devient une filiale de Béghin Say, prise de participation majoritaire de Béghin Say par Ferruzzi.
En 1991, une coentreprises en Hongrie est fondée avec l'État hongrois à Hatvan, Szerencs et Szolnok.
En 1992, le groupe Eridania Béghin-Say se constitue à la suite de l'achat de Béghin Say par Eridania, une filiale du groupe italien Montedison. En 2000, l'entreprise s'implante au Brésil à partir de la société Guarani, qui sera coté à la Bourse de São Paulo en 2007. En 2001, le groupe Eridania Béghin-Say se scinde, les agriculteurs betteraviers des usines Béghin-Say se constituent en coopérative sous le nom Union BS.

### L'essor européen et la diversification dans l'amidon
En 1996, l'activité glucose démarre avec la création de Syral aux côtés de Jungbunzlauer (industriel autrichien spécialisé dans les produits de fermentation) dans l’amidonnerie de maïs de Marckolsheim. Un rapprochement est réalisé entre les Sucreries et Distilleries de l'Aisne et la sucrerie-distillerie d'Artenay, la sucrerie de Bucy-le-Long est reprise. Les Sucreries de Vauciennes et Villenoy sont acquises.
En 1999, les Sucreries et Distilleries de l’Aisne et de la Sucrerie Distillerie d’Artenay fusionnent pour créer l'Union SDA.
En 2000, le premier investissement dans la transformation de la canne par Union SDA est réalisé avec l'implantation du groupe au Brésil en s'associant à Cosan, premier groupe sucrier brésilien.
En 2001, Union SDA s'implante à La Réunion en développant ses activités de transformation de la canne avec le rachat des activités sucrières de Groupe Bourbon. Union SDA devient alors actionnaire majoritaire de la Sucrerie de Bois Rouge (51%) et de la société de conditionnement Eurocanne (51 %), et prend une participation significative dans la distillerie de Savanna (44%) et dans la société Loiret Haëntjens (39%).

### La création de Tereos et l'expansion internationale du groupe
En 2002, la reprise des actifs de Béghin Say par les deux coopératives Union SDA et Union BS donne naissance au groupe coopératif Tereos.
En 2003, les filiales hongroises sont vendues à Nordzucker.
En 2004, Union SDA et Union BS deviennent Tereos.
En 2006, Tereos fusionne avec le groupe coopératif SDHF (Sucreries Distilleries des Hauts de France). Une nouvelle distillerie de sucre de betterave est inauguré à Origny-Sainte-Benoite, c'est la plus grande distillerie de betteraves au monde.
En 2006, Tereos s'implante au Mozambique en reprenant une des quatre sucreries du pays, celle de Marromeu.
En 2007, Tereos cède sa participation de 6 % qu'il détenait dans Cosan, le premier producteur de sucre du Brésil, afin de financer sa croissance externe. En mai 2007, Tereos acquiert, via sa filiale Syral, des cinq amidonneries-glucoseries en Europe occidentale de Talfiie (Tate & Lyle Food & Industrial Ingredients Europe), filiale du groupe anglais Tate & Lyle spécialisée dans la production d'amidon (notamment pour le papier et le carton) et d'alcool alimentaire et industriel notamment la production de bioéthanol. Tereos construit une unité d’éthanol de blé à Lillebonne, près du port céréalier de Rouen. La production de Lillebonne a depuis été élargie aux productions alimentaires (gluten et dextrose).
En 2008, Tereos ferme trois sucreries à Abbeville dans la Somme, à Marconnelle dans le Nord et à Vic-sur-Aisne dans l'Aisne. Tereos signe un accord commercial et industriel avec la coopérative espagnole Acor.
En 2010, Tereos International est créé. Les activités cotées à la bourse de Sao Paulo sont élargies, qui en plus de la canne au Brésil, intègrent désormais les activités canne de l’Océan indien et les activités de transformation des céréales au Brésil. Un partenariat stratégique est signé entre Petrobras, groupe pétrolier brésilien et la filiale de Tereos au Brésil, Guarani. Tereos acquiert les sucreries de Vertente et Mandu au Brésil, ainsi que les actifs du groupe Quartier Français à La Réunion. Tereos signe un partenariat stratégique avec 10 coopératives céréalières donnant lieu à la création de Tereos Agro-Industrie puis il revend la branche spiritueux à La Martiniquaise.
En 2011, Tereos lance d’un plan d’investissement pour le développement de la production et de la cogénération au Brésil avec le soutien de la Banque nationale d’investissement du Brésil (BNDES). Tereos entre sur le marché brésilien de l’amidon avec une prise de participation majoritaire de la société Halotek et acquiert la féculerie d'Haussimont dans la Marne afin de renforcer la filière amidonnerie à partir de la pomme de terre et du blé.
En 2012, Tereos s'implante en Chine dans le cadre d’un partenariat avec Wilmar, 1er groupe agroalimentaire asiatique,,, et en Roumanie avec l'acquisition de la société Ludus.
En décembre 2013, Tereos a lancé une coopération avec Michelin pour développer des pneumatiques issus de végétaux et non plus du pétrole.
En janvier 2014, Tereos s'implante en Indonésie grâce à l'acquisition de 50 % de Redwood, l'unique amidonnerie de maïs du pays.
En mars et décembre 2014, les coopératives féculières de SCAF et FCAVA rejoignent Tereos.
En novembre 2014, Tereos annonce la création de Tereos Commodities pour le commerce international de sucre blanc.
En avril 2015, Tereos acquiert l'entreprise de distribution de sucre britannique Napier Brown pour 34 millions de livres.
En 2016, Tereos élargit les activités de Tereos Commodities à l’éthanol. Tereos Commodities est implanté en France, en Suisse, à Singapour, en Inde, au Brésil et au Kenya. Tereos et la coopérative de luzerne APM Déshy, implantée dans la Marne, se regroupent.
En décembre 2016, Tereos acquiert les participations de Petrobras dans Guarani pour 202 millions de dollars.
À la fin de 2018, Tereos exploite cinquante usines dans le monde, est implantée dans dix-sept pays, réalise 75% de ses ventes à l'international dans cent trente pays. Néanmoins, à cette date, demeure un conflit latent à l'intérieur du groupe, la direction se voyant reprocher par un certain nombre de coopérateurs de manquer de transparence sur la question des investissements.
Fin décembre 2020, la direction de Tereos écarte toute rumeur de fermeture d'usines, assurant vouloir se redresser en améliorant la rentabilité de l'entreprise sans restreindre ses activités. Cependant en septembre 2021 l'entreprise arrête ses activités en Chine, jugées peu rentables, après la cession de ses parts dans la joint-venture créée avec Wilmar en 2012.
En janvier 2022, Tereos décide de vendre sa participation de 11% dans sa co-entreprise avec Axereal dédiée au malt ainsi que de la fermeture de ses activités de sucre en Roumanie. En février, Tereos fait part également de l'arrêt de ses activités au Mozambique.
En février 2023, Tereos annonce la vente de ses activités en Roumanie à deux acteurs locaux. Le 8 mars de la même année, dans le cadre d'une réorganisation de ses activités industrielles, le groupe déclare arrêter la production de sucre sur le site d'Escaudœuvres, fermer la distillerie de Morains et sa volonté de trouver un repreneur pour la féculerie d'Haussimont. Fin août 2023 après six mois de recherches, faute de trouver un acquéreur potentiel et en l’absence de perspectives d’en trouver un, Tereos décide de cesser l’activité de la féculerie et envisage la fermeture du site.

## Activités
Tereos transforme des matières premières agricoles en sucre et produits sucrants, alcool et éthanol, électricité, amidon, nutrition animale et protéines végétales. Il est le premier groupe sucrier français et le 2ème mondial. Son activité historique est la transformation de la betterave sucrière. Puis la coopérative se lance dans la transformation des céréales en 1993 pour la production d’éthanol, et en 1996 dans les produits sucrants (isoglucoses). En 2000, Tereos s’implante au Brésil pour la transformation de la canne à sucre.

### Produits

#### Sucre et produits sucrants
Le sucre et les produits sucrants représentent la moitié du chiffre d’affaires de Tereos. Tereos a produit 1,32 million de tonnes de sucre en 2021-2022 qu’il commercialise en Europe et à l’international. Les industriels représentent environ 80 % de ses ventes de sucre. Les principaux clients sont l’industrie agro-alimentaire, l’industrie chimique et pharmaceutique et l’industrie de la fermentation, la grande distribution et la restauration.
Tereos commercialise le sucre auprès du grand public sous 5 marques, Béghin-Say (France), La Perruche (France), TTD (République tchèque), Guarani (Brésil), Sucrerie de Bourbon (France – Île de la Réunion).

#### Alcool et Éthanol
Issue de la betterave, des céréales et de la canne, la production d’alcool et d’éthanol est une activité traditionnelle des groupes sucriers, réalisée depuis ses origines, et elle représente 22% du chiffre d’affaires de Tereos. La production d’alcools traditionnels est destinée aux secteurs des spiritueux, de la parfumerie, du cosmétique et de la pharmacie. L’éthanol est utilisé principalement pour la carburation.

#### Amidon
Extrait du maïs, du blé, de la pomme de terre et du manioc, les amidons représentent pour Tereos une large gamme de produits : amidon natif, amidon modifié, produits sucrants (sirop de glucose, maltodextrine, dextrose, isoglucose, polyol). Les amylacées sont utilisés en alimentation humaine (sauce, confiserie, produits laitiers…), papeterie, cosmétiques ou encore pharmacie. La production d'amidon représente à ce jour environ 6% de son chiffre d'affaires.

#### Énergie électrique
Par son résidu fibreux appelé bagasse, la canne à sucre produit aussi de l’énergie électrique par un principe de cogénération. L’énergie produite est ainsi commercialisée sur le réseau électrique et représente en 2021-2022 près de 8% de ses revenus. Tereos développe également l’installation d’unités de méthanisation des vinasses sur certaines sucreries et distilleries de betteraves pour produire du biogaz.

#### Nutrition animale et Protéines
Tereos développe également des produits issus de la valorisation des céréales et betteraves extraites dans ses usines. Ces coproduits, qui représentent environ 15% de son chiffre d'affaires, peuvent être utilisés pour l’alimentation animale (pulpes, drêches, bétaïne), la fertilisation (vinasses de fertilisation et écumes pour l’amendement), et les industries de fermentation (sirops de basse pureté pour la production d’alcools traditionnels ou de bioéthanol).
En mars 2021, Tereos annonce fabriquer du gel hydroalcoolique dans son usine d'Artenay, en réaction à la pandémie du coronavirus.

### Filières et implantations
Tereos possède 44 sites de production en Europe, Amérique du Sud, Océan Indien, Afrique et Indonésie.

#### Transformation de la betterave
La transformation de la betterave permet principalement la production de sucre pour les industriels et le grand public, d’alcool pour les spiritueux, de bioéthanol pour la carburation et de pulpes pour l’alimentation animale. Tereos compte 12 sucreries de betterave produisant 1,3 million de tonnes de sucre, 8 distilleries produisant 652 000 m3 d’alcool et d’éthanol et 1 raffinerie.
9 sucreries sont en France, 2 en République tchèque, et 1 à Ludus, en Roumanie.
5 distilleries sont en France (Artenay, Bucy-le-Long, Lillers, Morains, Origny-Sainte-Benoîte) ; 3 en République tchèque (Chrudim, Dobrovice, Kojetín), et 1 en Espagne (Olmedo).

#### Transformation de la canne à sucre
11 sucreries et 7 distilleries :
- 7 sucreries / distilleries / cogénération (énergie électrique) au Brésil : Andrade (Pitangueiras), Cruz Alta (Olímpia), Severinia, Mandu (Guaíra), São José (Colina), Tanabi, Vertente (Guaraci)
- 2 sucreries / cogénération (énergie électrique) sur l’île de la Réunion (Le Gol à Saint-Louis, Bois Rouge à Saint-André)
- Participation minoritaire dans 1 sucrerie en Tanzanie (Moshi)
- Participation majoritaire, aux travers de leur filiale avec le groupe Altéo, dans 1 sucrerie au Kenya (Transmara)

#### Transformation des céréales, pomme de terre et manioc
Tereos est le no 3 de l’industrie amidonnière européenne, fortement représenté par sa filiale Tereos Syral disposant de 12 unités de productions. En 2011, le groupe a racheté la société Halotek à Palmital au Brésil pour transformer le manioc et s’est associé jusqu'en 2021 avec Wilmar en Chine pour y développer les productions amylacées. En 2014, il inaugure une seconde amidonnerie à Palmital, transformant du maïs.
10 amidonneries :
- 4 en France (la féculerie d'Haussimont, Lillebonne, Marckolsheim, Nesle) ;
- 1 en Belgique (Alost) ;
- 1 en Espagne (Saragosse) ;
- 1 en Italie (Saluzzo) ;
- 2 au Brésil (Palmital) ;
- 1 en Indonésie (Cigading - Java)

4 distilleries :
- 3 en France (Origny-Sainte-Benoîte, Nesle, Lillebonne) ;
- 1 en Belgique (Alost) ;

#### Transformation de la luzerne
4 sites de déshydratation en France (Anglure, Aulnay-aux-Planches, Montépreux et Pleurs)

## Structure coopérative et gouvernance
Bien que dotée d'une forme à structure coopérative, le groupe, avec ses centaines de filiales, est perçu comme une multinationale au fonctionnement opaque,, en l'absence d'outils permettant de contrôler l’activité de ces filiales.
Lors des assemblées générales extraordinaires qui se sont tenues du 29 janvier au 5 mars 2018, les associés coopérateurs Tereos ont unanimement approuvé la fusion des coopératives betteravières, féculières et de luzerne qui constituaient Tereos Union de coopératives agricoles en une coopérative unique.
Ludwig de Mot, élu président du directoire le 5 avril 2022, remplace Philippe de Raynal en place entre décembre 2020 et février 2022. Alexis Duval (2012-2020), avait succédé à son père Philippe Duval (1984-2012) qui avait lui-même hérité de l’entreprise de Jean Duval, fondateur du groupe.
Le conseil de surveillance a été présidé successivement par Hubert Leriche (1977-2002), Thierry Lecomte (2002-2018), François Leroux (2018-2019) et Jean-Charles Lefebvre (2019-2020). Gérard Clay, élu le 18 décembre 2020, a été à sa tête jusqu'au 23 juin 2022.
Fin juin 2022, Tereos fait évoluer son système de gouvernance en mettant en place un Conseil d'Administration, composé de 9 membres élus par les coopérateurs, en remplacement du conseil de surveillance. Gérard Clay en est l'actuel président. Un Comité Exécutif, avec à sa tête le Directeur Général du groupe, veille à la bonne mise en œuvre des décisions prises par le Conseil d'Administration. Ludwig de Mot occupera les fonctions de Directeur Général du 23 juin jusqu'à son départ le 30 septembre 2022. La présidence du Comité Exécutif est assurée par intérim par Gérard Clay en sa qualité de président du Conseil d’Administration jusqu'à fin février 2023 et l'arrivée de Jorges Boucas en tant que nouveau directeur général. Le 19 septembre 2023, le Conseil d'Administration acte le départ de Jorges Boucas et nomme Olivier Leducq directeur général de la coopérative.

### Crise de gouvernance
Le groupe connaît entre 2017 et 2020 une crise de gouvernance,.
Trois coopérateurs membres du conseil de surveillance, Gérard Clay, Xavier Laude et Gilles Bollé, demandent à son directoire des précisions sur la situation financière de la coopérative, sa stratégie à l’international, son niveau d’endettement, sans obtenir de réponse, et dénoncent l'opacité des comptes.
L'année suivante, avec cinq autres coopérateurs, ils accusent la coopérative d'avoir fourni du Sorbitol, composant chimique qui pourrait utiliser comme composant de carburant pour roquettes, à Daech.
En décembre 2018, le juge des référés suspend la décision du conseil de surveillance de Tereos d'exclure ces trois coopérateurs qui critiquaient la stratégie du groupe. Tereos fait appel de cette décision.
Le 26 novembre 2020, les huit sont condamnés par le Tribunal correctionnel de Paris à 1500 euros d'amende pour « dénonciation calomnieuse envers leur coopérative » et « fausses accusations » d'actes de terrorisme, la qualité de lanceurs d'alerte ne leur étant pas reconnue.
Le 30 novembre 2020, en assemblée générale, les coopérateurs « frondeurs » sont réélus au conseil de surveillance. Une majorité de 14 membres élus du conseil de surveillance se déclare alors favorable à une révocation de la direction du groupe.
Alors que la présence au conseil de surveillance de ces opposants inquiète notamment les syndicats et représentants du personnel, qui se préoccupent du maintien de l'intégrité du groupe, et que Gérard Clay semble susceptible d'accéder à la présidence dudit conseil de surveillance dont l'élection est imminente, la direction du groupe saisit en référé le Tribunal judiciaire de Senlis pour obtenir le report de la tenue du Conseil de Surveillance, et la démission des trois membres frondeurs, en raison de leur récente condamnation pour dénonciation calomnieuse par le Tribunal Correctionnel, conformément aux statuts de Tereos,,.
Le vendredi 18 décembre 2020, le Tribunal judiciaire de Senlis rejette les demandes de la direction ;  le conseil de surveillance se réunit dans la foulée et démet alors l'ancienne direction de ses fonctions.
Gérard Clay est élu à la présidence du conseil de surveillance, et Philippe de Raynal accède à la présidence du directoire, en remplacement d'Alexis Duval, démis de ses fonctions. L'ancrage des « frondeurs » chez les coopérateurs agriculteurs, inquiets notamment de l'endettement du groupe dû à son internationalisation, explique le succès de cette prise du pouvoir.
En février 2022, Tereos déclare vouloir accélérer sa transformation et, à la suite du départ de Philippe de Reynal, nomme Gwenaël Eliès, directeur financier du groupe, président du Directoire par intérim.
Début avril 2022, le conseil de surveillance de l'entreprise nomme Ludwig de Mot à la tête du Directoire qui aura pour mission de poursuivre la restructuration du groupe. Six mois après son arrivée à la direction générale, Ludwig de Mot va quitter ses fonctions chez Tereos. Un nouvel épisode révélateur de la crise de gouvernance dans laquelle est pris le groupe sucrier.

### Données financières
Lors de l'exercice 2021/2022, Tereos réalise 5,1 milliards d’euros de chiffre d'affaires, en hausse de 18 % à taux de change courant par rapport à l'exercice précédent. Le BAIIDA est également en hausse de 47 % pour s'élever à 682 millions d'euros. Le résultat financier net passe de -133 millions en 2020-2021 à +172 millions d'euros, à la faveur notamment de cessions d'actifs.
| Données (en millions €)               | 2021/2022 |
| ------------------------------------- | --------- |
| Chiffre d’affaires                    | 5100      |
| EBITDA*                               | 682       |
| Résultat net consolidé                | + 172     |
| Effectifs (permanents et saisonniers) | 22 300    |
| Associés coopérateurs                 | 12 000    |
| Nombre de sites industriels           | 44        |

Note : EBITDA = bénéfice avant intérêts, impôts, dépréciation et amortissement.

## Développement durable
Tereos revendique l'intégration de la RSE dans sa stratégie pour conjuguer performance économique et responsabilité d'entreprise. La politique RSE s'articule autour de cinq enjeux majeurs, l'agriculture durable, l'industrie positive, la garantie produit, le développement local et la nutrition.
En octobre 2015, Tereos inaugure avec ses partenaires Suez et le SEVEDE (Oréade) un nouveau réseau de vapeur long de 3 kilomètres qui relie l'unité de valorisation énergétique d'Escotu'air à l'amidonnerie de blé Tereos de Lillebonne. Grâce à l'énergie issue du recyclage des déchets ménagers de plus de 130 communes, cette installation couvre 70 % des besoins énergétiques de l'usine à partie de vapeur verte qui remplace l'énergie fossile.
En décembre 2015, à l'occasion de la COP21, Tereos a présenté en partenariat avec le Groupe Scania un bus pour le climat. Doté d'un moteur Scania, ce bus fonctionne à l'ED95, un carburant renouvelable d'origine locale, constitué de 95 % d'éthanol. Cet éthanol est produit à partir de résidus de betteraves ou de blé. Le biocarburant ED95 a obtenu son homologation en avril 2016.
Le 24 mai 2017, Tereos France attaque devant le Conseil d'État français un arrêté ministériel du 12 octobre 2016 qui vise à renforcer très modestement la protection des ressources en eau et des milieux aquatiques. Le groupe obtient un délai de deux ans pour appliquer ces nouvelles règles, mais tous ses arguments pour revenir aux règles antérieures, moins protectrices pour l'environnement, sont rejetés.
En octobre 2020, le groupe, qui milite activement avec les autres betteraviers français pour une autorisation des néonicotinoïdes, interdits en France depuis 2018, obtient le vote d'une loi dérogatoire permettant aux betteraviers son utilisation jusqu'en 2023.

## Communication

### Activité de lobbying

#### Auprès de l'Assemblée nationale
Tereos est inscrit comme représentant d'intérêts auprès de l'Assemblée nationale. L'entreprise déclare à ce titre qu'en 2015, les coûts annuels liés aux activités directes de représentation d'intérêts auprès du Parlement sont inférieurs à 10 000 euros.

#### Auprès des institutions de l'Union européenne
Tereos est inscrit depuis 2015 au registre de transparence des représentants d'intérêts auprès de la Commission européenne. Il déclare en 2016 pour cette activité des dépenses d'un montant compris entre 50 000 et 100 000 euros. Tereos est également représenté par un cabinet spécialisé qui déclare percevoir de son client, en 2015, des honoraires d'un montant compris entre 100 000 et 200 000 euros.

## Controverse

### Sorbitol exporté en Turquie
78 tonnes de sorbitol, un polyalcool au pouvoir sucrant, produites par la société Tereos, sont exportées en Turquie en 2015 puis retrouvées en 2017 près de Mossoul, en Irak, dans des entrepôts de Daech, par l'agence Conflict Armament Research, alors missionnée par l'Union européenne pour enquêter sur l'armement de l'organisation État islamique.
Le sorbitol, utilisé dans l'industrie agro-alimentaire pour ses caractéristiques sucrées, peut être détourné pour être utilisé comme un carburant, et aurait pu servir à propulser des roquettes,. En décembre 2017, Tereos a affirmé être totalement étranger au détournement de ses produits , mais selon les informations du Canard Enchainé, des coopérateurs du numéro 1 français du sucre ont déposé le 19 mars 2019 une plainte contre X pour « actes de terrorisme et complicité d'actes de terrorisme ».
La plainte a été classée sans suite trois semaines plus tard. En effet, le parquet antiterroriste de Paris, après examen, a révélé qu'aucune infraction à caractère terroriste n'a pu être prouvée et que l’existence d’une entente entre la société Tereos et l’organisation État islamique (ou toute autre organisation terroriste), même de façon indirecte, n’était pas établie. L'entreprise poursuit ses détracteurs en justice, estimant avoir été victime d'une tentative de déstabilisation.

### Opacité de la coopérative
La journaliste Anne-Laure Chouin estime en 2019 qu'en France, plusieurs coopératives agricoles, dont Tereos « se sont éloignées de leurs vocations initiales pour devenir des multinationales aux filiales opaques ». La création de nombreuses filiales a accompagné ce développement rapide de Tereos et pose des soucis de transparence et d'optimisation fiscale, dans un contexte de raréfaction des moyens de contrôle sur les coopératives.

### Pollution de l'Escaut
Le 9 avril 2020, la rupture d’une digue de la sucrerie Tereos d’Escaudœuvres engendre une pollution importante dans le fleuve l'Escaut. Sur une quarantaine de kilomètres jusqu'à la frontière belge tous les poissons du fleuve meurent.
Le 22 avril 2020, la Belgique se rend compte d'une pollution similaire sur la partie wallonne de l'Escaut.
Cette pollution survenue plusieurs jours avant n'a pas été signalée aux autorités belges. Le Gouvernement wallon interpelle les autorités françaises sur le sujet. La Belgique qualifie cet événement de catastrophe environnementale et note qu'un événement similaire s'est produit en 2018, à cause d'une pollution de matière organique due à une fuite sur une conduite d'une usine appartenant également à Tereos.
Le 24 avril 2020, la société Tereos affirme « qu'il est trop tôt pour établir de quelconques liens de causalité » entre la rupture du bassin d'une de ses usines et la pollution de l'Escaut, et indique qu'elle « assumera sa responsabilité si elle venait à être établie ».
Le 3 septembre 2021, la préfecture du Nord annonce avoir prescrit par arrêté des mesures de réparation écologique sur 10 hectares de terrain à proximité du fleuve à la sucrerie Tereos.
Le 12 janvier 2023, la justice a condamné Tereos à 500 000 € d'amende et à verser 9 millions d’euros de dommages et intérêts. Tereos a fait appel de ce jugement tout comme la région de Wallonie et plusieurs associations de défense de l'environnement parties civiles dans cette affaire.